# Stefaniola bassiagemmae
Stefaniola bassiagemmae är en tvåvingeart som beskrevs av Fedotova 1994. Stefaniola bassiagemmae ingår i släktet Stefaniola och familjen gallmyggor.
Artens utbredningsområde är Turkmenistan. Inga underarter finns listade i Catalogue of Life.